# Araneus braueri
Araneus braueri là một loài nhện trong họ Araneidae.
Loài này thuộc chi Araneus. Araneus braueri được Embrik Strand miêu tả năm 1906.